# Fillmore (Misuri)
Fillmore es una ciudad ubicada en el condado de Andrew en el estado estadounidense de Misuri. En el Censo de 2010 tenía una población de 184 habitantes y una densidad poblacional de 511,1 personas por km².

## Geografía
Fillmore se encuentra ubicada en las coordenadas 40°1′31″N 94°58′23″O / 40.02528, -94.97306. Según la Oficina del Censo de los Estados Unidos, Fillmore tiene una superficie total de 0.36 km², de la cual 0.36 km² corresponden a tierra firme y (0%) 0 km² es agua.

## Demografía
Según el censo de 2010, había 184 personas residiendo en Fillmore. La densidad de población era de 511,1 hab./km². De los 184 habitantes, Fillmore estaba compuesto por el 98.37% blancos, el 0% eran afroamericanos, el 0.54% eran amerindios, el 0% eran asiáticos, el 0% eran isleños del Pacífico, el 0% eran de otras razas y el 1.09% pertenecían a dos o más razas. Del total de la población el 0% eran hispanos o latinos de cualquier raza.